# まんがで覚えるちょっとおしゃれな英会話
『まんがで覚えるちょっとおしゃれな英会話』は、監修：ブラック・千尋、4人の共同作画による日本の漫画作品。
「友達同士でするような会話を英語で出来たら」というコンセプトのもと、場所や情景を設定して作られた漫画の英会話。

## 概要
友達、恋人同士のデート、旅行などで使えそうな英会話を介した4つの物語集。

## 登場人物

### A shocking day
ある日、友人のミキに「映画を見に行かないか」と誘われ、見に来てみた菊池。
菊池 明男（きくち あきお）
リーゼントだが黒髪で、うぶな男子大学生。彼は大学の友達・ミキに映画に誘われる。
「あの子、彼氏いないし、二人きりってことは…」下心をもってきたら、ミキのからかい（冗談）の連続に困惑。それでも、彼なりにミキとのデートを楽しもうと、インド料理店とディスコに誘う。
ミキ
菊池の同級生。彼女は映画を一緒に見に行こうという口実で菊池を誘うが、彼女はからかい上手で、菊池をいじる目的で誘っている。
映画館に行くと思って来てみればラグビーの試合観戦、さらには留学の話が来ていると悩んでいる風に菊池に話すが、最後の手紙で「留学も嘘よ」と白状した（なお、デートの日は4月1日でエイプリルフールだった）。

### Ryo,the kill-joy boy
ケンとリョウは、一緒にジャズバーともんじゃ焼きに来たクミ、カオリと東京近郊の某テーマパークへ遊びに来た。
ケン
もんじゃ焼き大好きな大学生。コンビニでアルバイトをしている。
リョウ、クミ、カオリに「某テーマパークに行かないか」と誘う。
リョウ
ケンの親友。ちょっと強面だが、意外とかわいい物好き。あと、ゲームも好き。
クミ
ケン、リョウの友達の女子、黒髪ボブヘア―。リョウと波長が合いそう。
カオリ
ケン、リョウの友達の女子で、クミの親友。茶髪ロングヘア―。ケンと同じくもんじゃ焼き大好き。

### Five days in a Cabin
小林、シゲ、ケイコ、栞の4人は車で貸別荘へ遊びに来た。
小林
リーゼント黒髪の男子、4人の中ではリーダー的存在。別荘は彼のつてで借りられたらしい。ケイコの看病は彼がしていた。
シゲ
メガネ男子で、小林の親友。運転はほとんど彼の役目だが、栞に「あんたはもう少し慎重に運転してよ」と言われる。
ケイコ
薄い色のショートヘア女子。4人のまとめ役。テニスは彼女が一番上手である。その後、具合が悪くなる。
栞
髪型がソバージュの女子。シゲのことをよく冗談めかしにディするが、意外と気が合う。ちなみにビール大好き。
近所の別荘家族
小林たちのために薪を分けてくれて、小林にバーベキューパーティーに全員誘われる。
まきを分けて呉れた男は妻、子供の3人家族で、42歳。スポーツカメラマンが職業。

### Confessions
岡本に振られたアヤコはトモミの紹介で、戸山と付き合い始める。
アヤコ
岡本と交際していたが、相思相愛と思っていたのは彼女だけで、失恋。見かねたトモミが戸山を紹介してくれた。
血液型はO型、11月1日生まれのさそり座。
トモミ
アヤコの親友、黒髪の女子。戸山の親友・森と交際している。
戸山 博（とやま ひろし）
トモミの彼氏・森の親友。トモミの仲介でアヤコと交際するようになった。
血液型はA型、6月29日生まれのかに座。職業はミュージシャン。
森
戸山の親友でトモミの彼氏。
岡本
アヤコの元彼。実は、二股を掛けられていたことが判明。
しかも、もう1人の人と結婚するために別れを切り出された。

## 書誌情報
- ブラック・千尋（監修）『まんがで覚えるちょっとおしゃれな英会話』新星出版社、1990年5月初版発行、ISBN 4-405-01058-7。